# Washboard Sam
Washboard Sam, nacido Robert Brown, en Walnut Ridge, Arkansas, el 15 de julio de 1910, y fallecido en Chicago, Illinois, el 13 de noviembre de 1966, fue un intérprete de blues, que tocaba la tabla de lavar y cantaba.
Algunos autores afirman que Brown era hermanastro de Big Bill Broonzy, y que emigró a Chicago en los años 1920. Su primera grabación fue en 1935, y su tema Diggin' my potatos se convirtió en un gran éxito de ventas. Compositor fecundo y acompañante de muchos bluesmen en sus grabaciones, como es el caso del propio Broonzy, de Lester Melrose, Jazz Gillum o Victoria Spivey. Estuvo en el sello Bluebird hasta 1949, y después pasó a Chess Records.
Aunque vivió en Chicago toda su carrera, su estilo jazzy, repleto de swing y muy humorístico, estaba en las antípodas del estilo eléctrico de Chicago.